# Kiroro
Kiroro（キロロ），是一個日本女子歌唱組合，成員為玉城千春和金城綾乃。

## 成員
- 玉城千春（たましろ ちはる），1977年4月17日出生，A型血，擔任主唱、作曲、作詞。
- 金城綾乃（きんじょう あやの），1977年8月15日出生，AB型血，擔任鋼琴、鍵盤。

兩名成員均出身於沖繩縣中頭郡讀谷村。

## 經歷
千春和綾乃是在高二時分班被編在同班才認識的同學，由於千春從初中時就開始寫歌，於是當千春知道班上有一位同學很會彈鋼琴時，便主動找綾乃聽聽看自己的作品，而綾乃聽完後也很興奮地幫千春譜上簡單的歌譜。就這樣，兩個人便常常在放學後跑到音樂教室玩耍。
高中畢業後，千春最後選擇遠赴长崎卫斯理公会短期大学修習中文系；而綾乃則決定留在沖繩。
千春一想到兩人將來就要分開各奔前程，在不捨的情況下便跑去找綾乃，提議兩人一同去一般的錄音室將曾經合作過的作品錄下來各自留作紀念。
沒想到錄音師一聽到她倆的作品，反而力薦她們錄製成單曲的CD販賣，於是首支單曲「長久」在沖繩作獨立發行後，電台和有線電視的點播率高居不下，雖然這張單曲只在沖繩當地特定發行，銷售量卻一舉突破1萬張，唱下沖繩流行音樂史上的紀錄。
緊接著發行的第2支單曲「向著未來」以及第3支單曲「冬之歌」也跟著創造了優異的銷售成績。
Kiroro在沖繩展現的超人氣吸引了日本本土主流唱片公司的注意，1月21日她們的首支單曲「長久」經由JVC唱片在全日本作全面正式的發行，發行約一個半月已讓這首歌曲傳唱了日本大街小巷，也在所有人的肯定下登上了Oricon單曲榜的冠軍。這支單曲的銷售量總計突破了150萬張，同時也成為年度銷售量排名第6的單曲。接著6月24日發行第2首單曲「向著未來」，也創下近百萬張的銷售成績。
之後她們獲邀參與1998年度、1999年度和2001年度的NHK紅白歌合戰。2004年10月，她們主持電台節目「hot pot Kiroro」，直至2005年9月因為她們放產假而結束。
2005年1月17日玉城千春在網頁上宣佈和沖繩縣出身的男士結婚，同年4月17日完婚。同年5月24日，金城綾乃和任職餐館製作人的男士結婚。之後兩人均各自生育了三個孩子，玉城千春的孩子們分別於2006年2月（長子）、2007年9月（長女）、2009年9月（次女）出生，金城綾乃的孩子們分別於2005年11月（長女）、2009年3月（長子）、2011年3月（次子）出生。2013年4月26日，金城綾乃在網頁上宣佈離婚。
2011年8月7日，玉城千春於濱離宮朝日禮堂（浜離宮朝日ホール）舉行第一次個人演唱會。並在同年10月19日和11月23日分別發行第一張個人單曲及第一張個人專輯「Brand New Days」。
2015年，與仲宗根泉（HY）共同組成音樂組合「珊瑚」（さんご），組合出道作為NHK沖繩放送局戰後70周年紀念活動主題曲。
主流出道20周年的2018年，1月24日發行了相隔13年後的新專輯。5月起於日本全國5個城市巡迴演唱，全面重啟活動。同時，唱片公司轉移至同屬勝利娛樂旗下的子公司Colourful Records。
2019年5月5日起，金城綾乃主持的電台節目於FM沖繩放送。
2020年10月17日起，金城綾乃主持的電台節目於FM東京／JFN系38局網絡放送。
2023年6月8日，在台灣與徐若瑄共同演出Zepp Premium。

### 命名由來
主唱玉城千春小學的時候，因為學校交流的關係曾經到過北海道，在那裡學到了當地原住民愛奴族使用的方言，其中的「kir-o-ru」（在愛奴語裡的意思是「人走出來的大路」） 和「kiroro-an」 （在愛奴語裡的意思有「有趣」、「高興」的意思）兩個字的意思和音節讓她留下了深刻的印象，因此在組團時就直接用「Kiroro」當作團名。

## 音樂作品

### 單曲
|                                          | 发行日期                               | 单曲名                              |
| ---------------------------------------- | -------------------------------------- | ----------------------------------- |
| 独立作品                                 | 1996年11月21日                         | 長久/藍色的咒語（長い間/青のじゅもん）                 |
| 独立作品                                 | 1997年4月21日                          | 向著未來/请勿错过（未来へ/逃がさないで）               |
| 独立作品                                 | 1997年7月10日                          | 真美妙/为恋而爱（ ）                |
| 1st                                      | 1998年1月21日                          | 長久（長い間）                            |
| 2nd                                      | 1998年6月24日                          | 向著未來（未来へ）                        |
| 3rd                                      | 1998年11月21日                         | 冬之歌（冬のうた）                          |
| 4th                                      | 1999年2月24日 2002年2月21日再版再发行  | 藍色的咒語（青のじゅもん）                      |
| 5th                                      | 1999年6月23日 2002年2月21日再版再发行  | 最後的Kiss （最後のKiss）                     |
| 6th                                      | 1999年11月10日 2002年2月21日再版再发行 | 心愛的人（好きな人）                        |
| 7th                                      | 2000年3月23日                          | 向日葵（ひまわり)                           |
| 8th                                      | 2000年7月26日                          | 揮別淚水（涙にさよなら）                        |
| 9th                                      | 2000年12月6日                          | 想見你（逢いたい）                          |
| 10th                                     | 2001年6月6日                           | Best Friend                         |
| 11th                                     | 2002年8月21日                          | 不愛（愛さない）                            |
| 12th                                     | 2002年12月4日                          | 一滴眼淚（ひとつぶの涙）                        |
| 13th                                     | 2003年11月21日                         | 我們倆的音訊（僕らのメッセージ）                    |
| 14th                                     | 2004年1月21日                          | 再多一點（もう少し）                        |
| 15th                                     | 2004年7月6日                           | 正因為活著（生きてこそ）                      |
| 16th                                     | 2005年10月21日                         | 不要忘記〜Live at OKINAWA '05〜（忘れないで〜Live at OKINAWA '05〜） |
| 仅限网上付费下载                         | 2006年4月26日                          | 向着未來〜2006MIX〜（未来へ〜2006MIX〜）             |
| 17th                                     | 2008年12月3日                          | 幸福的种子 ～Winter version～（幸せの種 ～Winter version～）   |
| 18th                                     | 2009年3月4日                           | 大家都爱着你（みんなあなたを愛してる）                    |
| 珊瑚（玉城千春、金城綾乃、仲宗根泉）名義 | 2015年5月27日                          | 生命的傳達（いのちのリレー）                      |

### 專輯

#### 錄音室專輯
|     | 发行日期       | 專輯名                        |
| --- | -------------- | ----------------------------- |
| 1st | 1998年10月1日  | 长久 〜Kiroro的森林〜 （長い間 〜キロロの森〜）    |
| 2nd | 1999年12月8日  | 心爱的人〜Kiroro的天空〜 （好きな人〜キロロの空〜） |
| 3rd | 2001年1月24日  | TREE OF LIFE                  |
| 4th | 2002年12月18日 | Four Leaves Clover            |
| 5th | 2004年3月3日   | Diary                         |
| 6th | 2005年11月23日 | Wonderful Days                |
| 7th | 2018年1月24日  |                               |

#### 迷你專輯
|     | 发行日期                                      | 專輯名    |
| --- | --------------------------------------------- | --------- |
| 1st | 2000年7月26日                                 | 七色      |
| 2nd | 2005年1月21日 冲绳限定版 2005年6月23日 全国版 | 歸處 （帰る場所） |

#### 精選专辑
|                  | 发行日期                                  | 專輯名              |
| ---------------- | ----------------------------------------- | ------------------- |
| 1st              | 2002年2月21日                             | Kiroro的第1精選（Kiroroのうた①） |
| 2nd              | 2006年3月29日 2018年1月24日（Remaster盤） | Kiroro好歌精選（キロロのいちばんイイ歌あつめました）  |
| 仅限网上付费下载 | 2006年6月7日                              |                     |
| 概念專輯         | 2016年3月9日                              |                     |

### 影像作品
| 發行日期       | 標題                        | 附註    |
| -------------- | --------------------------- | ------- |
| 2000年12月6日  |                             | PV      |
| 2000年12月6日  | PIANO Kiroro 1998-2000 tour | Live    |
| 2005年11月23日 |                             | PV+Live |
| 2018年10月24日 |                             | Live    |

### 參加作品
| 日期          | 標題                                                | 附註                                                |
| ------------- | --------------------------------------------------- | --------------------------------------------------- |
| 2010年9月29日 | TOMORROW（稻垣潤一 duet with 玉城千春 from Kiroro） | 翻唱岡本真夜歌曲，收錄於稻垣潤一翻唱專輯《男と女3》 |
| 2018年9月19日 | （馬場俊英 collaboration with 玉城千春（Kiroro））  | 收錄於馬場俊英專輯《Step by Step》（ステップ・バイ・ステップ）              |

## 個人音樂作品

### 玉城千春個人音樂作品
- （單曲，2011年10月19日）
- Brand New Days（專輯，2011年11月23日）

### 金城綾乃個人音樂作品
- （專輯，2007年3月7日）
- （DVD，2007年11月7日）
- （專輯，2008年12月3日）

## 歌曲提供
| 演唱歌手                   | 歌曲名稱                                      | 收錄                     | 日期           | 參與部分                                         | 附註                                                                     |
| -------------------------- | --------------------------------------------- | ------------------------ | -------------- | ------------------------------------------------ | ------------------------------------------------------------------------ |
| TV戰士2003                 | good day                                      |                          |                | 作詞、作曲：玉城千春（以「ちはる」名義）         | 天才兒童MAX 2003年度片尾曲                                               |
| 夏川里美                   |                                               | 同名單曲                 | 2003年3月19日  | 作詞、作曲：玉城千春（以「ちはる」名義）         |                                                                          |
| 夏川里美                   |                                               | 專輯《》                 | 2005年11月23日 | 作詞、作曲：玉城千春（以「ちはる」名義）         |                                                                          |
| 夏川里美                   |                                               |                          |                | 作曲：玉城千春                                   | 電影《》主題曲                                                           |
| ISSA                       |                                               | 專輯《EXTENSION》        | 2003年5月21日  | 作詞：玉城千春&ISSA、作曲：玉城千春              |                                                                          |
| 上戶彩                     |                                               | 專輯《》                 | 2009年7月15日  | 作詞：玉城千春、作曲：金城綾乃                   |                                                                          |
| 上戶彩                     | 作詞：金城綾乃、作曲：玉城千春                | 專輯《》                 | 2009年7月15日  |                                                  |                                                                          |
| 松千                       |                                               | 專輯《》                 | 2010年1月1日   | 作曲：玉城千春                                   |                                                                          |
| ji ma ma                   | Daddy ～ji ma ma feat. 玉城千春 from Kiroro～ | 專輯《BEST OF ji ma ma》 | 2010年1月13日  | 作詞：玉城千春                                   |                                                                          |
| 茉奈佳奈                   |                                               | 同名單曲                 | 2011年2月23日  | 作詞：玉城千春&三倉茉奈&三倉佳奈、作曲：玉城千春 |                                                                          |
| 藥師丸博子                 |                                               | 同名單曲                 | 2011年3月2日   | 作詞：玉城千春                                   | 電影《》主題曲                                                           |
| 炎亞綸（feat. Olivia Ong） | 最後一眼(Just One Look)                       | 迷你專輯《下一個炎亞綸》 | 2011年3月25日  | 作曲：玉城千春                                   | 其後改編為日語版本，歌名為〈〉，收錄於玉城千春個人專輯《Brand New Days》 |
| CHI-MEY（以「」名義）      |                                               | 單曲《》                 | 2011年6月29日  | 作詞：CHI-MEY&金城綾乃                           |                                                                          |
| CHI-MEY（以「」名義）      | 作詞：CHI-MEY&金城綾乃                        | 單曲《》                 | 2011年6月29日  |                                                  |                                                                          |
| 德山秀典                   |                                               | 單曲《》                 | 2013年1月30日  | 作詞、作曲：玉城千春                             |                                                                          |
| 島袋寬子                   |                                               | 專輯《》                 | 2013年8月14日  | 作詞、作曲：玉城千春                             |                                                                          |
| 基斯·哈特                  |                                               | 專輯《Song for You》     | 2014年3月19日  | 作詞、作曲：玉城千春                             |                                                                          |
| 中孝介                     |                                               | 同名單曲                 | 2015年11月11日 | 作曲：玉城千春、編曲：金城綾乃&今野均            | NHK《大家的歌》放送歌曲（2015年10-11月）                                 |
| 橫山大介&三谷卓美          |                                               |                          |                | 作詞、作曲：金城綾乃                             | NHK教育頻道節目《和媽媽一起》2016年2・3月歌曲                            |
| 大竹忍                     |                                               | 專輯《》                 | 2017年11月22日 | 作詞、作曲：玉城千春                             |                                                                          |

## 改編為中文之作品
| 原曲         | 改編歌手 | 改編歌名   | 改編語言 | 收錄專輯                 |
| ------------ | -------- | ---------- | -------- | ------------------------ |
| 長久（長い間）     | 劉若英   | 很愛很愛你 | 國語     | 很愛很愛你（1998年）     |
| 向着未來（） | 婷婷     | 右手       | 國語     | 愛的勝利（1999年）       |
| 向着未來（） | 劉若英   | 後來       | 國語     | 我等你（2000年）         |
| 心愛的人（好きな人） | S.H.E    | 記得要忘記 | 國語     | 青春株式會社（2002年）   |
| 想見你（逢いたい）   | 劉若英   | 收穫       | 國語     | 收穫 新歌+精選（2001年） |
| 一滴眼淚（ひとつぶの涙） | 張玉華   | 原諒       | 國語     | Celest（2002年）         |

## 出演

### NHK紅白歌合戰出場紀錄
| 年份/屆數                 | 出場次數 | 曲目        | 出演次序 | 對戰歌手           |
| ------------------------- | -------- | ----------- | -------- | ------------------ |
| 1998年（平成10年）/第49回 | 初       | 向著未來    | 16/25    | 武田鐵矢（海援隊） |
| 1999年（平成11年）/第50回 | 2        | 長久        | 9/27     | 堀内孝雄           |
| 2001年（平成13年）/第52回 | 3        | Best Friend | 16/27    | Ulfuls・Re:Japan   |

### 電台節目
- hot pot Kiroro（日语：キロロ）（Kiroro主持、2004年10月 - 2005年9月）
- （金城綾乃主持、2019年5月5日起、逢星期日上午8:30 - 8:55、FM沖繩（日语：エフエム沖縄））
- （金城綾乃主持、2020年10月17日起、逢星期六上午10:50 - 10:55、FM東京／JFN系38局網絡）

### 電視節目
- 新堂本兄弟（金城綾乃擔任鋼琴演奏、2002年11月 - 2005年8月）

## 獲獎紀錄
- 1998年：第31回日本有線大獎最優秀新人獎 - Kiroro「未来へ/長い間」
- 1998年：第31回全日本有線放送大獎最優秀新人獎 - Kiroro「未来へ/長い間」
- 1998年：第40回日本唱片大獎優秀作品獎 - Kiroro「長い間」
- 1998年：第40回日本唱片大獎作曲獎 - 玉城千春「長い間」、「未来へ」